# Kartogram

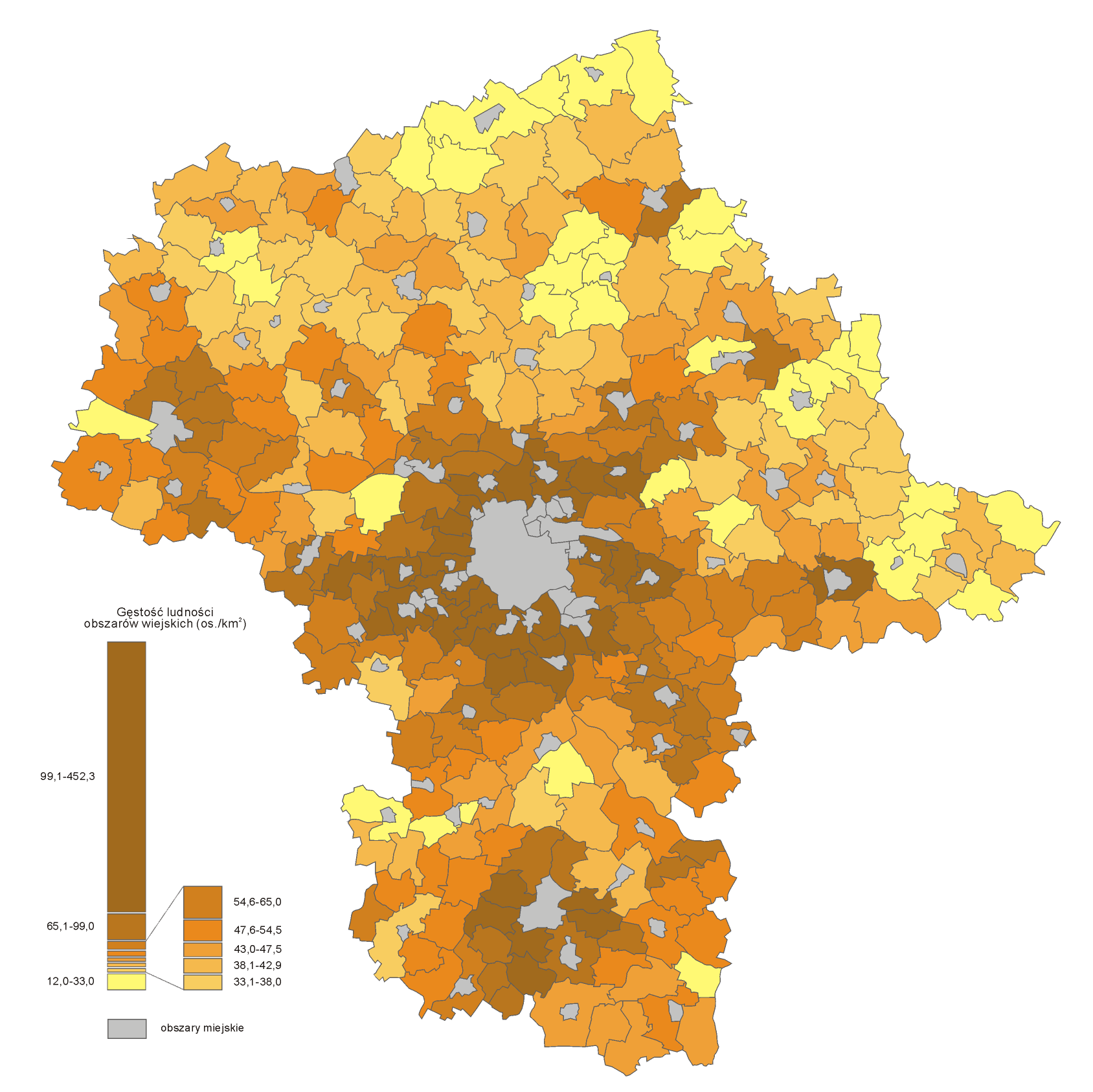
Kartogram właściwy (pole odniesienia: jednostki administracyjne) przedstawiający gęstość ludności wiejskiej w woj. mazowieckim w 2006

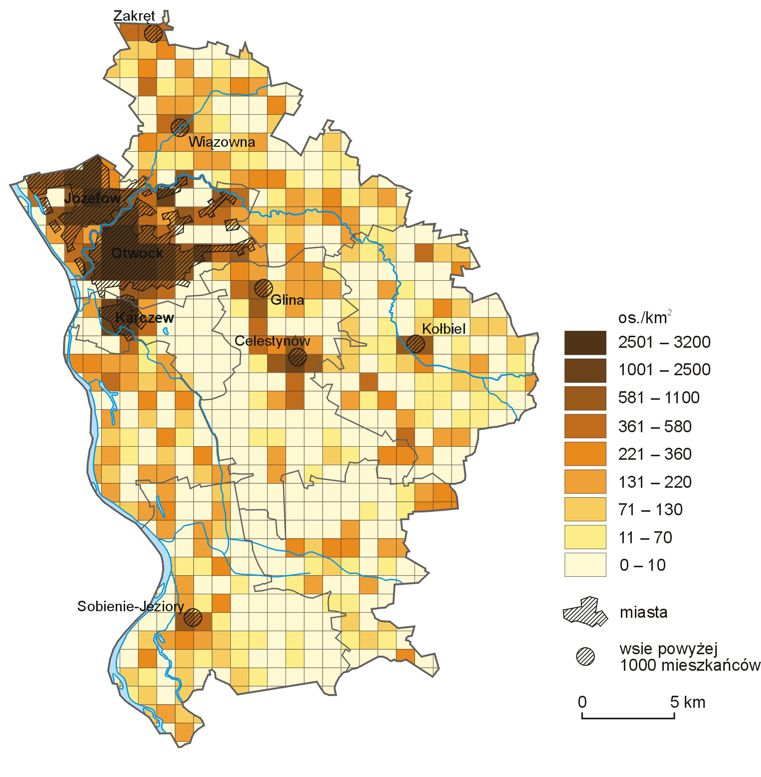
Kartogram właściwy (pole odniesienia: siatka kwadratów) przedstawiający gęstości zaludnienia powiatu otwockiego w 2011 roku

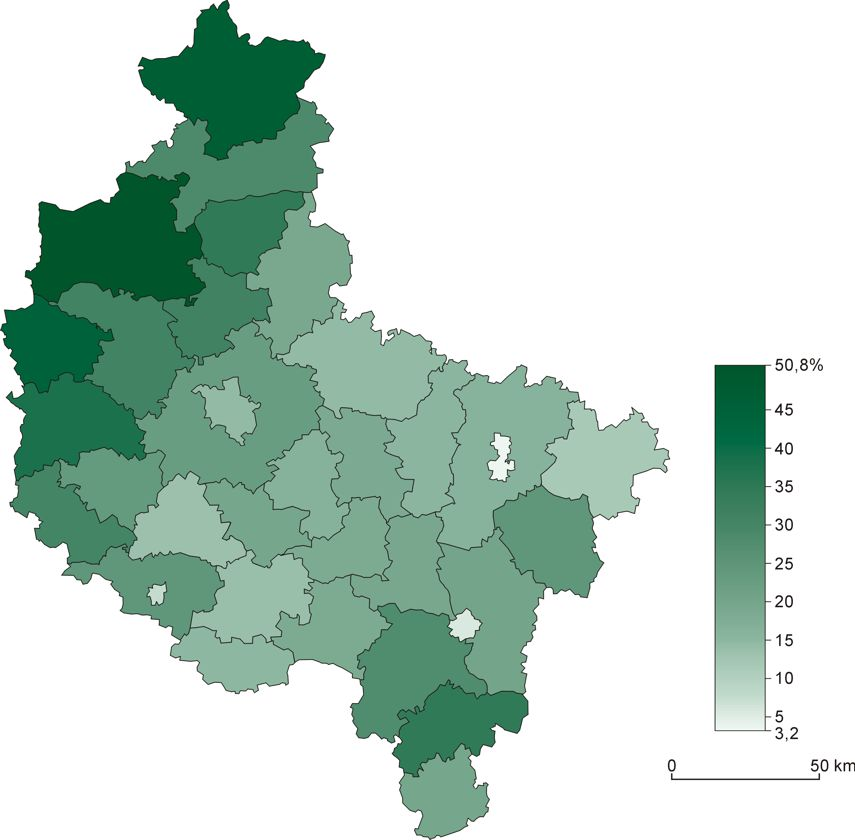
Kartogram ciągły prezentujący lesistość w powiatach województwa wielkopolskiego w 2013 roku

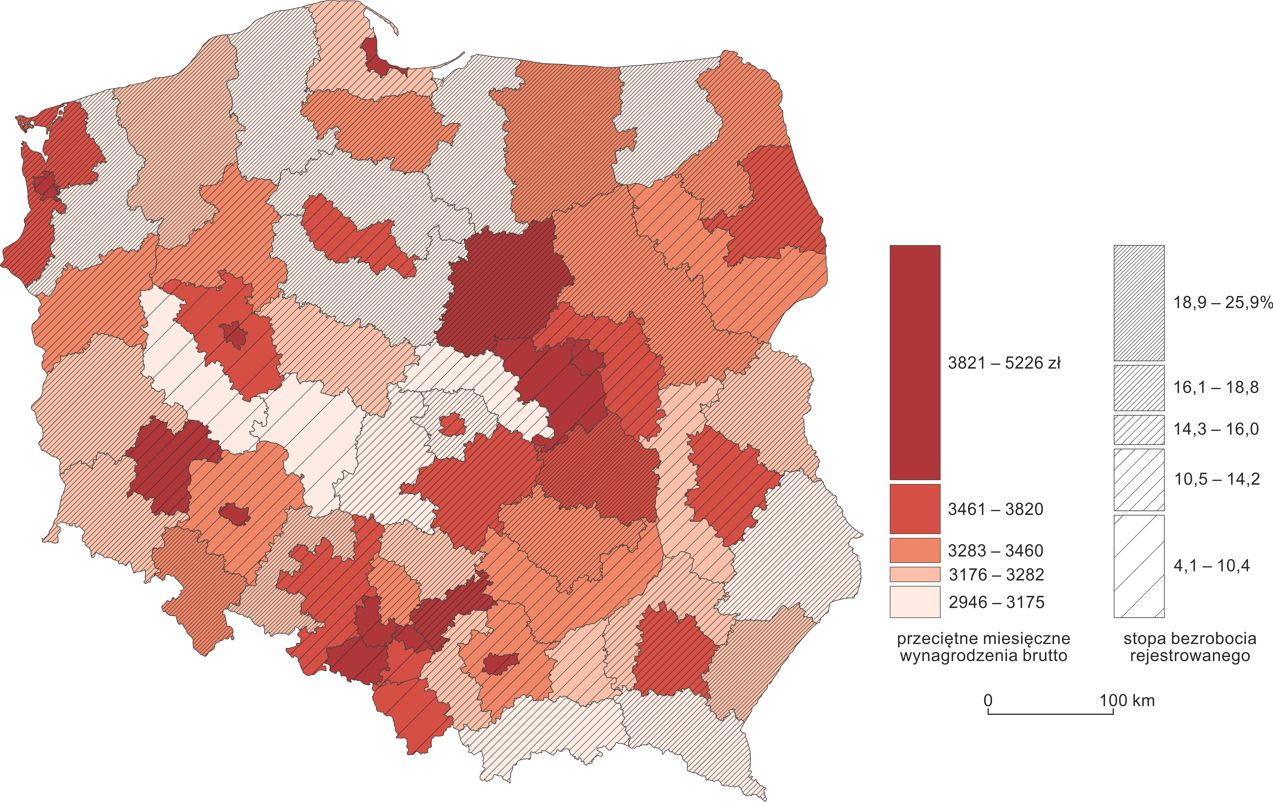
Kartogram złożony prezentujący przeciętne miesięczne wynagrodzenie brutto i stopę bezrobocia rejestrowanego w podregionach Polski w 2013 roku

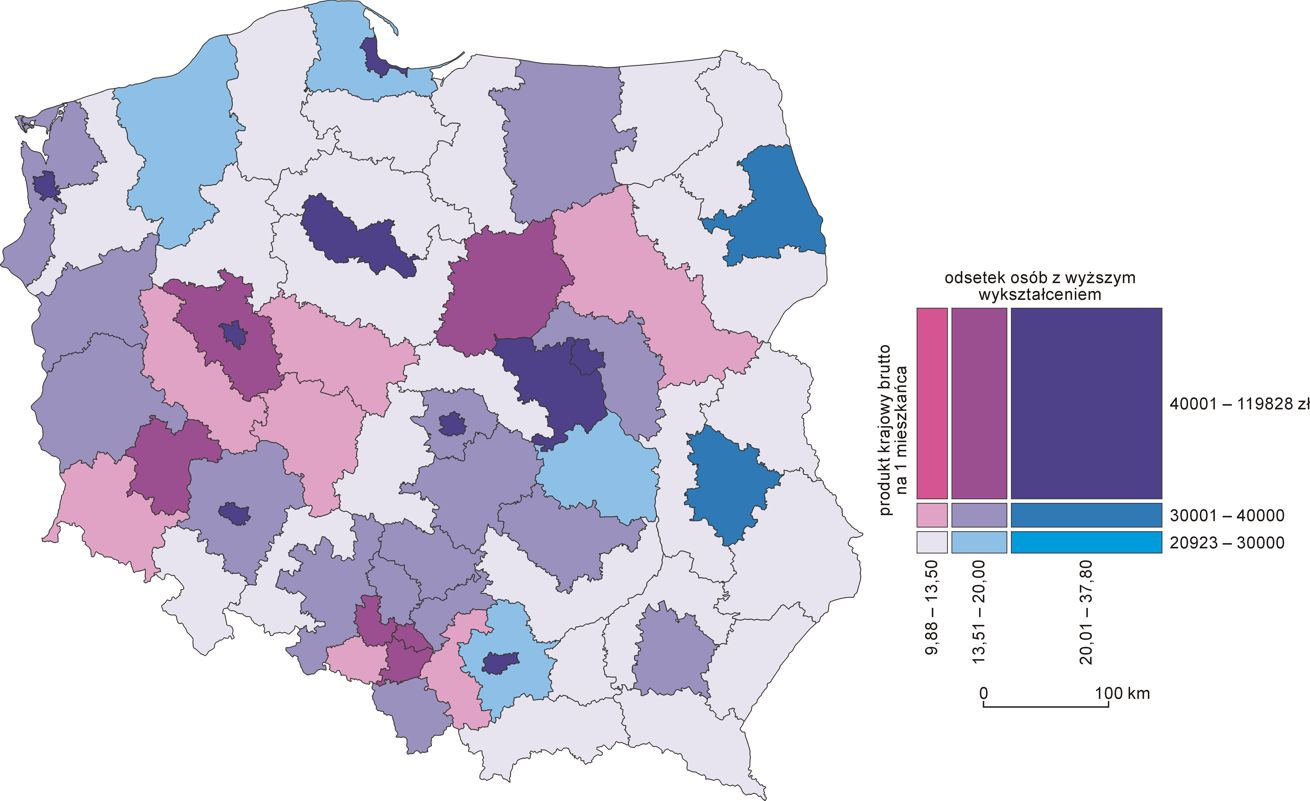
Kartogram złożony prezentujący odsetek osób z wyższym wykształceniem i PKB na mieszkańca w podregionach Polski w 2011 roku

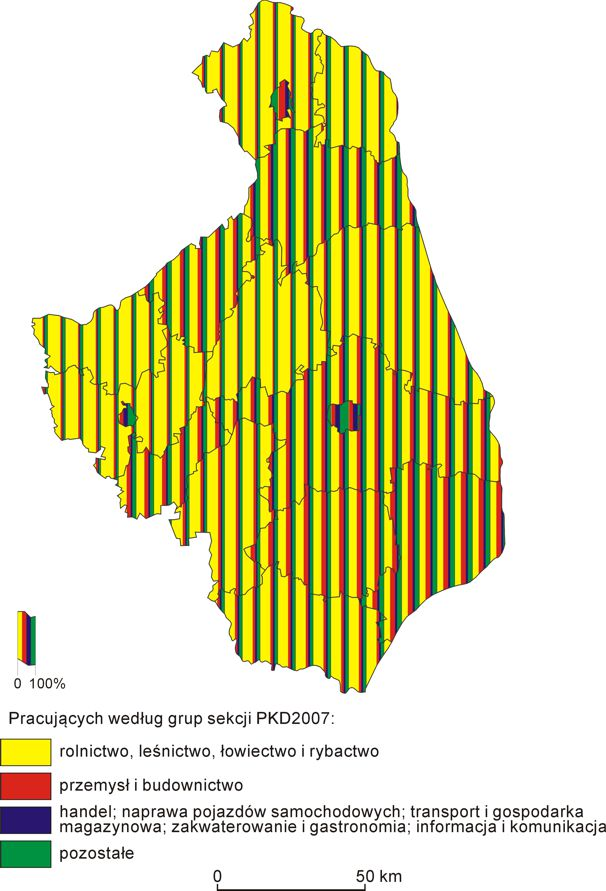
Kartogram strukturalny prezentujący odsetek pracujących według grup sekcji PKD2007 w powiatach województwa podlaskiego w 2012 roku

Kartogram – jedna z kartograficznych metod prezentacji, sposób przedstawienia średniej wartości dowolnego zjawiska w określonych jednostkach przestrzennych (administracyjnych lub geometrycznych) zwanych polami podstawowymi lub jednostkami odniesienia.
Często używa się tej metody do przedstawienia gęstości zaludnienia w określonych jednostkach administracyjnych (województwach, państwach, itp.), ale można ją z powodzeniem stosować do dowolnych zjawisk.
W kartogramie wykorzystuje się wartości względne otrzymywane w wyniku dzielenia dwu szeregów wartości bezwzględnych (lub względnych) odnoszących się do tych samych jednostek przestrzennych. Czasami, w praktyce, do opracowania kartogramów wykorzystuje się wartości bezwzględne, co przez wielu kartografów uważane jest za błąd. Istnieją również głosy, że jedynym poprawnym kartogramem jest taki, w którym dane względne odniesione są do całej powierzchni jednostki odniesienia.
Ważnym krokiem przy tworzeniu mapy metodę kartogramu jest odpowiednie wyznaczenie przedziałów klasowych. Przyjmuje się, że liczba przedziałów nie powinna wynosić więcej niż 7 – 8 klas. Przy wyznaczaniu granic przedziałów klasowych pomocne jest wykonanie histogramu wartości cech dla pól podstawowych. Do oceny podziału klasowego jak i całego kartogramu można stosować wskaźniki (m.in. Tabular Accuracy Index) i na ich podstawie dokonywać wyboru najlepszego podziału, bądź porównywać różne kartogramy ze sobą. Do podstawowych sposobów wyznaczania przedziałów klasowych zalicza się metody:
- punktów charakterystycznych
- przedziałów klasowych o równej liczbie obserwacji
- przedziałów klasowych o równej rozpiętości
- granic przedziałów wyznaczonych na podstawie ciągu arytmetycznego
- granic przedziałów wyznaczonych na podstawie ciągu geometrycznego
- granic przedziałów wyznaczonych na podstawie ciągu harmonicznego
- średniej zagnieżdżonej
- średniej zagnieżdżonej z modyfikacją odchyleniem standardowym

Poprawnie skonstruowana legenda mapy wykonanej metodą kartogramu składa się z pionowych prostokątów, których wysokość jest proporcjonalna do przedziałów rozpiętości klasowych. Poprawna, ale mniej czytelna, jest również legenda składająca się z prostokątów o równej wielkości.
Zaletą kartogramu jest prostota jego wykonania i łatwość percepcji. Wadą natomiast jest brak zróżnicowania zjawiska wewnątrz jednostki przestrzennej, dające wrażenie równomiernego rozmieszczenia danego zjawiska w granicach jednej przestrzeni.
Wady tej nie posiada, bardziej skomplikowany, kartogram dazymetryczny.
Kartogram to nazwa metody kartograficznej, jednak powszechnie określenia tego używa się mówiąc o mapie wykonanej tą metodą.